# Svjatoslav Karavanskij
Svjatoslav Josypovyč Karavanskij, ukrajinsky Святосла́в Йо́сипович Карава́нський (* 24. prosince 1920, Oděsa - 17. prosince 2016, Baltimore) byl lingvista, který po desítky let studoval a ochraňoval ukrajinštinu, básník, novinář, autor samizdatu, účastník Druhé světové války, člen OUN, zastánce lidských práv, kooptovaný člen Ukrajinské Helsinské skupiny. Za sovětského režimu byl 31 let vězněn v pracovních táborech gulag. Roku 1979 emigroval spolu se svou ženou Ninou do USA.
Roku 2006 mu prezident Ukrajiny udělil Řád za odvahu 1. třídy.

## Život
Svjatoslav Karavanskij pocházel z rodiny intelektuálů z Kyjeva, kteří se před válkou Ukrajinské lidové republiky s bolševiky uchýlili do Oděsy. Jeho otec byl docentem na Oděské polytechnice. Svjatoslav roku 1938 absolvoval střední školu a poté studoval na Oděské polytechnice a od roku 1939 večerně na Institutu cizích jazyků. První básně publikoval už jako dítě v novinách pionýrské organizace, během studií psal povídky a pokusil se o překlady. Na počátku války v roce 1940 vstoupil do armády. Jeho jednotka byla roku 1941 na západě Běloruska obklíčena Němci, ale Karavanskému se podařilo uniknout a roku 1942 se vrátil do Oděsy okupované Rumunskem. Pokračoval zde ve studiu literatury na Oděské univerzitě a s přezdívkou "Balzac" se stal členem podzemní organizace OUN. Vedl ukrajinské knihkupectví Osnova, kde se shromažďovaly finance pro OUN a podzemní divadlo. V té době se o něj začala zajímat rumunská tajná služba Siguranța, která nalezla v OUN spojence proti Sovětskému Rusku.
Roku 1944 se nakrátko dostal do Rumunska a prošel šifrovacím a radiovým kursem pro partyzány. Po úspěšné Dněpersko-karpatské operaci Rudé armády byl v srpnu 1944 vysazen jako výsadkář poblíž Oděsy. Pokusil se obnovit kontakty s OUN, ale krátce na to byl zatčen. Byl obviněn z buržoazního nacionalismu a 7. února 1945 odsouzen vojenským tribunálem podle článků 54-11 a 54-16 trestního práva na 25 let v gulagu. Trest odpykal na stavbě Amursko-jakutské dálnice, železničního mostu na Pečoře, při kácení lesů v Magadanu, při těžbě zlata na Kolymě a nakonec jako krejčí v Mordvinském Dubravlagu. Po nějakou dobu byl vězněn s legendárním velitelem karpatské jednotky UPA TV-21 "Huculščyna" Myroslavem Symčyčem.
Když se po Stalinově smrti poněkud uvolnil přísný režim v táborech, začal psát básně, povídky, divadelní hry a také překládal. Publikoval i v oficiálním tisku Literární Ukrajina. Od roku 1954 začal pracovat na velkém slovníku ukrajinských rýmů. 17. září 1955 byl v rámci širší celosvazové amnestie, která jeho trest snížila na polovinu, propuštěn z vězení a mohl se vrátit do Oděsy. Pokračoval zde ve své lingvistické práci, jako novinář na volné noze psal pro noviny Ukrajina, překládal pro noviny Černomořské komuny a pracoval také jako dělník v Autonomní oblasti Komi. Roku 1961 se v Oděse seznámil s vědeckou pracovnicí a disidentkou Ninou Strokatou a krátce na to se s ní oženil.
Od roku 1962 opět večerně studoval lingvistiku na Oděské univerzitě. Psal a vydával samizdat, ve kterém protestoval proti dopadu rusifikace na běžné užívání ukrajinštiny v denním životě.
Roku 1965 odeslal dopis vedoucím představitelům komunistických stran Polska, Rumunska, Československa a Jugoslávie, v němž protestoval proti diskriminaci Ukrajinských intelektuálů. 13. listopadu 1965 ho zatkla KGB a bez formálního obvinění a soudu, pouze na žádost generálního prokurátora SSSR Romana Ruděnka, mu byl trest prodloužen o 8 let a 7 měsíců, o které mu byl zkrácen trest vyměřený roku 1945. Roku 1967 byl převezen do Vladimirské věznice a v dubnu 1970 na uzavřeném soudním jednání odsouzen ke 3 letům vězení a 7 letům ve speciálním pracovním táboře. Před konáním procesu odeslalo 16 ukrajinských disidentů, mj. V. Čornovil, V. Moroz, B. Goryn předsedovi Nejvyššího soudu USSR a žalobci dopis nazvaný "Снова "камерные" дела? (Znovu soudy bez svědků?)" Karavanskij během procesu důsledně mluvil ukrajinsky a vyžádal si překladatele z ruštiny.
Již v říjnu 1968 (po okupaci Československa) zahájil ve vězení hladovku a požadoval odstoupení celého vedení Sovětského svazu pro jejich nekompetenci v domácí i zahraniční politice. Jeho hladovka trvala 28 dní. Hladovky držel během věznění celkem pětkrát. Ve věznici získal svědectví přímých svědků vraždění polských důstojníků v Katyni ruskou NKVD a chystal se předat tuto informaci ven. Během věznění se stal členem kanadského PEN klubu. Po 6 letech ve Vladimirské věznici byl odeslán do pracovního tábora Sosnovka v Mordovii, kde se účastnil protestních hladovek vězňů. V únoru roku 1979 vydal prohlášení, kterým se připojil k Ukrajinské Helsinské skupině. Se svou ženou Ninou, spoluzakladatelkou Ukrajinské Helsinské skupiny, se poprvé setkal až po devíti letech věznění.
13. srpna 1979 byl propuštěn a krátce žil se svou ženou v Taruse v Kalužské oblasti, protože oba měli zákaz vrátit se na Ukrajinu. 30. listopadu 1979 byli oba zbaveni sovětského občanství a vypovězeni. Přes Vídeň odcestovali do Spojených států a usadili se v Dentonu v Texasu.

### Život v emigraci
Svjatoslav Karavanskij se ve Spojených státech intenzivně věnoval lingvistické práci a postupně vydal několik zásadních publikací, v nichž obhajuje původní tvar ukrajinského jazyka a jeho používání. Upozorňuje na kontaminaci ukrajinštiny ruštinou, které má původ ve 30. letech 20. století (označenou jako "spelling pogrom").
Své básně psal Karavanskij už během studií, ale všechny jeho sbírky vyšly až v 80. letech v emigraci.
Spolu se svou ženou Ninou působil v zahraničním zastoupení Ukrajinské Helsinské skupiny. Roku 2006 mu prezident Ukrajiny udělil Řád za odvahu 1. třídy "za občanskou statečnost, obětavost v boji za nastolení ideálů svobody a demokracie a u příležitosti 30. výročí založení Ukrajinské veřejné skupiny na podporu realizace Helsinských dohod".
Roku 2008 obdržel Cenu Oleksy Hirnyka Roku 2020 vydala Ukrajinská pošta aršík známek s portréty M. Goryna, M. Rudenka a S. Karavanského.
Svjatoslav Karavanskij zemřel 17. prosince 2016 v Baltimore ve věku 95 let.